# Pederastia ateniese

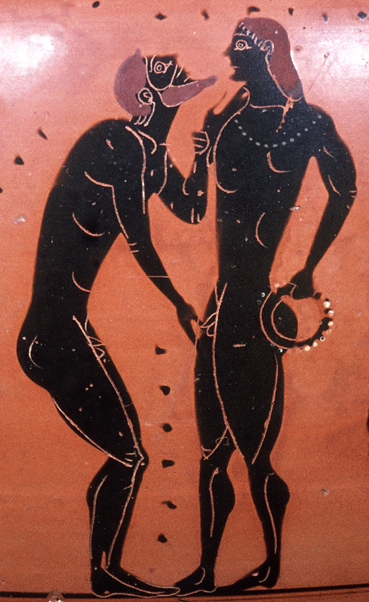
Erastes ed Eromenos. Lato A del collo di un'anfora attica a figure nere, ca. 540 aC.

La pederastia ateniese comportava il costituirsi di un legame formale tra un uomo adulto e un ragazzo adolescente al di fuori della propria cerchia familiare, composta da una relazione sentimentale, amorosa idealizzata, ma spesso anche effettivamente di tipo sessuale. L'abitudine di utilizzare l'Eros come forma educativa è stata inizialmente impiegata dalla classe superiore - o élite aristocratica - come metodologia pedagogica, mezzo d'insegnamento rivolto ai giovani con l'intento di trasmetter loro importanti valori culturali, come ad esempio il coraggio e la moderazione.
La società ateniese incoraggiava formalmente l'erastès-amante nel suo tentativo di conquistare l'amore e i favori di un eromenos-amato; allo stesso tempo il ragazzo avrebbe dovuto opporre una certa resistenza all'assiduo corteggiamento da parte dell'adulto, che coloro che cedevano troppo facilmente venivano in un certo modo disprezzati. La pratica poteva essere estremamente competitiva tra i cittadini e la ricerca del "ragazzo perfetto" si svolgeva nei principali luoghi comunitari (dal mercato sito nella principale piazza cittadina al teatro greco) o al ginnasio (equivalente all'odierna palestra).
La pederastia ateniese rappresenta anche uno dei temi principali affrontati nel romanzo a sfondo storico Le ultime gocce di vino della scrittrice britannica Mary Renault.

## Storia e arte
Nell'antica Atene, così come altrove nell'Antica Grecia, le relazioni pederastiche avevano la loro origine in seno all'aristocrazia, seppur col tempo la pratica ha finito con l'esser ripresa anche dagli altri gruppi e strati sociali della popolazione. Con l'avvento della democrazia ateniese conseguente all'assassinio di Ipparco per mano dei due amanti maschi Armodio e Aristogitone, l'accesso alla cultura tramite l'istituzione del simposio e alle palestre tramite gare ginniche venne sempre più ampliato di modo che le concomitanti emozioni ed eventuali relazioni pederastiche potessero diventare sempre più ammirate ed imitate in quanto portatrici dei valori più essenziali richiesti ai buoni cittadini.
Come dice Eva Cantarella nel suo saggio intitolato Secondo natura. La bisessualità nel mondo antico ad Atene la pederastia occupava un posto rilevante nella formazione morale e politica dei giovani, che venivano così ad apprendere dall'amante più grande di loro le virtù del buon cittadino ed il tutto all'insegna dell'esaltazione delle qualità più virili.
Un ampio spettro di conoscenze riguardanti le pratiche pederastiche ateniesi ci proviene dai dipinti sulla ceramica greca raffiguranti varie forme ed aspetti di tali relazioni: questa forma artistica fece la sua prima apparizione nel 560 a.C. circa, poco dopo la presa del potere ad Atene del tiranno Pisistrato, mentre la sua produzione cessò attorno al 470 a.C. per essere sostituita con vasi fatti di metallo più prezioso e che non sono riusciti a giungere fino a noi.

Tutta l'iconografia sopravvissuta attesta la presenza dominante dell'ideale pederastico all'interno della vita sociale ateniese: nelle ceramiche a figure rosse con sfondo nero il dio Eros appare come predominante presenza divina sempre e solo in scene che rappresentano l'interazione di uomini con ragazzi adolescenti: è stato fatto un censimento di tutti i vasi in ceramica conosciuti che rappresentano figure di individui etichettati come "belli" e ne è risultato che questi comprendono non più di 30 donne e ragazze (καλή), a fronte di 528 ragazzi (καλός).
Lo studioso John Boardman ha indicato, per i giovani raffigurati, una fascia di età variabile, all'incirca, tra i 13-14 e i 18-19 anni.

## Pratica

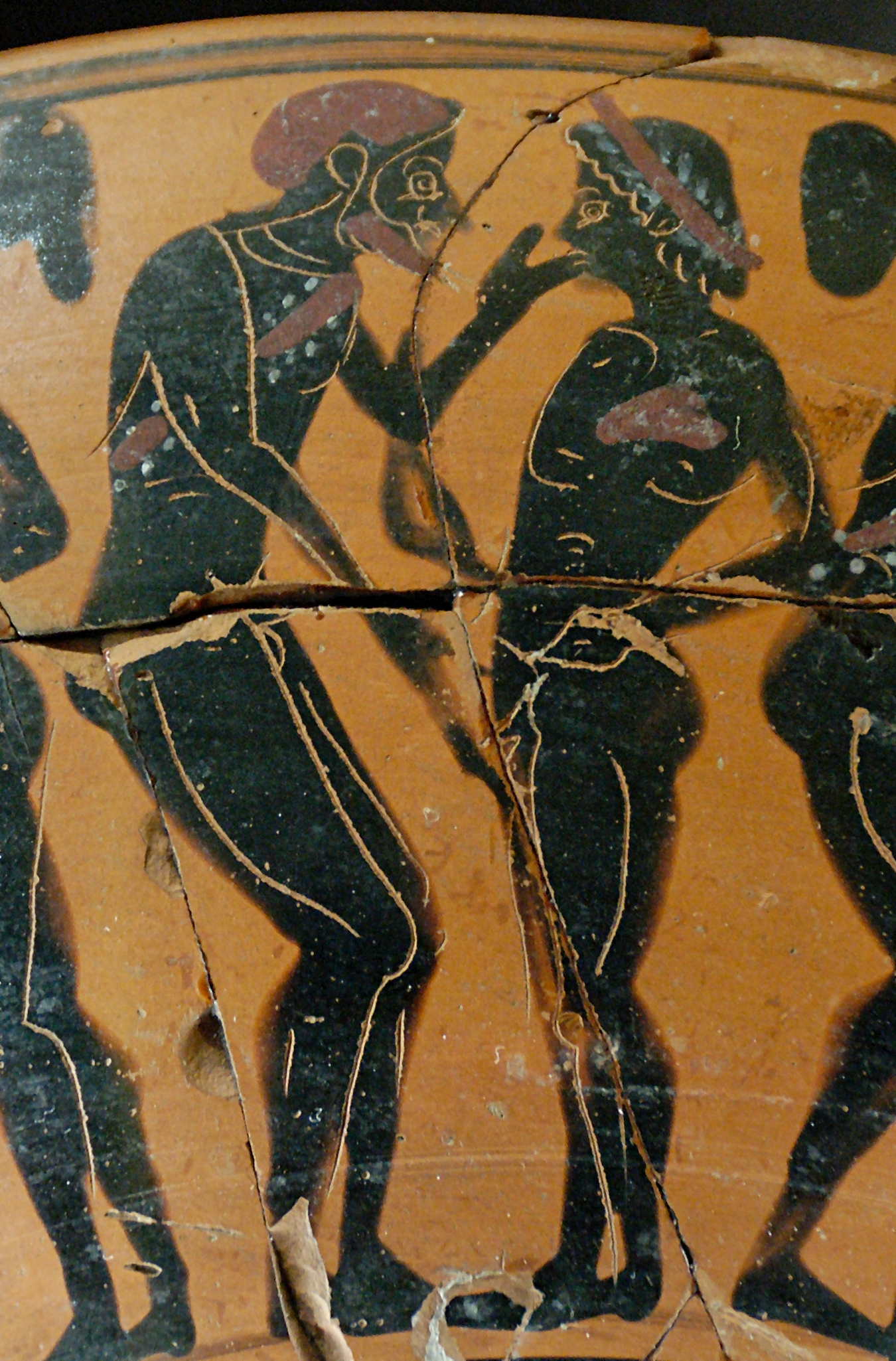
corteggiamento pederastico, gesto del "su e giù". Dettaglio da Coppa attica a figure nere, ca. 530 aC-520 aC

Ad Atene la pratica pederastica venne costruita più liberamente rispetto a quella molto più formale di origine cretese originatasi all'interno della civiltà minoica o a quella di stampo eminentemente militare della pederastia spartana. Gli uomini corteggiavano i ragazzi nelle palestre di lotta libera ove si praticava la nudità atletica, durante i banchetti simposiali e alle terme, tanto che i padri che volevano proteggere i propri figli da avances indesiderate erano costretti a fornir loro uno schiavo che facesse da guardia del corpo, in genere il pedagogos, per scortare il ragazzo durante i suoi spostamenti.
L'opera di corteggiamento poteva risultare molto accesa, con combattimenti per strada tra pretendenti o dormendo all'addiaccio sulla soglia dell'abitazione dell'amato come dimostrazione di sincerità da parte dell'erastès, infine componendo e recitando poesie d'amore. Uno dei regali classici del corteggiamento amoroso era, secondo consuetudine, un cosciotto di montone, chiara allusione all'intento pederastico intrapreso dal donatore.
Incontratolo, il corteggiatore avrebbe tentato di sedurre l'eromenos: con una mano cercava di alzargli il mento per poterlo guardare diritto negli occhi, mentre l'altra si sarebbe portata audacemente verso il basso, una variante della formula standard della supplica consistente nell'abbracciare le ginocchia e voltare la faccia in senso d'umiltà. Questa gestualità rituale è stata battezzata dagli storici come il "gesto del su e giù" e può essere normalmente visto nelle raffigurazioni su vaso.
L'aspetto più erotico e sensuale del rapporto, di solito rappresentato da abbracci, carezze e sesso intercrurale (ovvero tra le cosce) terminava quando il giovane raggiungeva l'età adulta (in cui poteva legittimamente sposarsi e partecipare alla vita militare) verso i 20-21 anni, evolvendosi in una duratura ed affiatata amicizia (la philia). Da questo momento in poi anch'egli poteva iniziare la ricerca di un proprio amato.

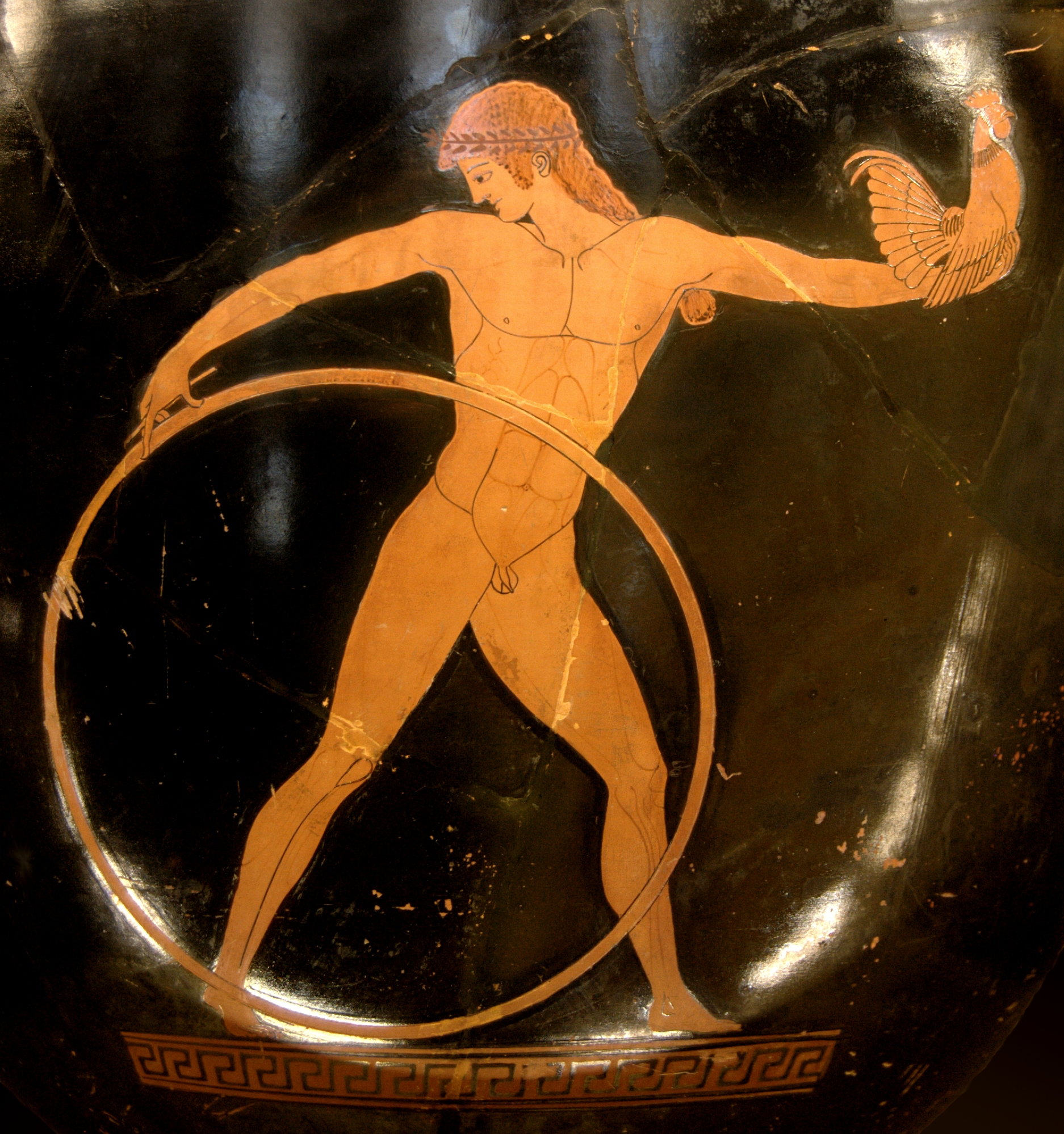
Ganimede, l'eromenos di Zeus, mentre gioca col cerchio (gioco).

### Le regole del corteggiamento
Ad Atene, durante l'età classica, per un ragazzo avere una relazione omosessuale con un adulto era cosa considerata non solo accettabile, ma anche, a certe condizioni, socialmente apprezzata; il ragazzo, non solo non veniva biasimato per questo ma dava, in quest'occasione, prova della sua saggezza (in Contro Timarco 139); esisteva a tal riguardo una regolamentazione inderogabile e da cui non era assolutamente possibile prescindere.
Una delle fonti d'informazione principali a tal riguardo è proprio il Simposio platonico (180 c-185 c): l'amore volgare-pandemos è quello che ispira gli uomini che non fanno alcuna distinzione tra amore per le donne e amore da rivolgere verso i ragazzi (ed amando molto più il corpo che la mente); mentre l'amore celeste non è generato primariamente dal desiderio fisico ed appartiene primariamente a coloro che amano i giovani.
Chi s'ispira all'amore celeste non ama coloro che sono troppo piccoli ed ancor privi di auto consapevolezza (discernimento, capacità di giudicare) ma solamente quelli entrati pienamente nella pubertà e quindi anche nell'età della ragione. Inoltre non si diverte a corteggiare per poi abbandonare non appena incontrato un nuovo oggetto d'interesse, è invece fedele, perseverante e con intenzioni serie: la nobiltà d'intenti rende nobile anche la sua volontaria sottomissione emotiva all'amato. Corteggiare un bel ragazzo diventa un male solo se si è ispirati da un desiderio puramente fisico, pertanto l'osservanza delle regole è anche garanzia delle buone intenzioni espresse.
Prima regola per l'amato è quella di resistere al corteggiamento, sfuggendo all'amante, mostrandosi ritroso e difficile da conquistare. Ora, se è vero come si è osservato, le regole erano le stesse concernenti il corteggiamento femminile nelle società tradizionali questo "gioco" doveva infine giungere ad un qualche risultato e non essere del tutto fine a se stesso: il ragazzo greco si "disonorava" solo mostrando impazienza o precipitosità. La ritrosia iniziale era allora un modo per mettere alla prova la serietà dell'amante: l'amore è brutto solo se è volgare, afferma chiaramente Pausania nel Simposio (182 a), mentre quando è ispirato da nobili sentimenti è sommamente bello.
In conclusione, un ragazzo avrebbe potuto intrattenere una relazione con un uomo adulto, senza per questo in alcun modo perdere l'onore se, avendo raggiunto l'età appropriata, era capace di scegliersi un amante eccellente.

### L'eros pederastico
Al termine del corteggiamento il pais, cedendo, instaurava una relazione "d'amore saggio", innanzi tutto di tipo intellettuale e pedagogico, ma che non escludeva a prescindere le manifestazioni più vicine all'erotismo o, in tal caso, all'omoerotismo: eran, il verbo da cui si formano i nomi erastes ed eromenos, è il desiderio e la percezione fisica dell'amore; questo già a partire da Omero (in Iliade XIV, 312).
Tra l'amante e l'amato si stabilisce pertanto un rapporto fisico di tipo sessuale: che ciò costituisse la regola risulta evidente proprio dal racconto che nel Simposio fa il giovane Alcibiade narrando del suo vano tentativo di essere sedotto dal più anziano e saggio Socrate; ma il futuro uomo politico ateniese non riesce a convincere il filosofo ad amarlo, e ciò è un'assoluta stranezza a dire di Alcibiade: "gettai le braccia attorno a quest'uomo e giacqui l'intera notte [sdraiato al suo fianco]. Malgrado tutti i miei sforzi... dormii con Socrate e mi levai né più né meno che se avessi dormito col padre o col fratello maggiore" (219 b-c-d).
Secondo quanto rileva Kenneth Dover il sesso anale era precluso e socialmente interdetto, l'amato limitandosi a soddisfare l'amante attraverso il sesso intercrurale, indicando il fatto che la penetrazione non è mai rappresentata nell'iconografia raffigurante il rapporto pederastico; è difatti mostrata solamente con le prostitute.
Ma per indicare il momento in cui il ragazzo si concede all'amante viene utilizzato anche il verbo hyperetein-servire come sottoposto (indicato anche in Simposio 184 b), il che confermerebbe anche l'esatta lettura dei graffiti rinvenuti a Thera in cui si afferma con chiarezza che l'erastes Krimon ha posseduto/messo sotto il suo giovane amato: la riflessione di Eva Cantarella propende invece, a differenza di Dover, decisamente verso l'effettiva realizzazione dell'atto di "sodomizzazione pederastica". L'onore era in gioco e sarebbe stato perduto solo da chi non rispettava la regola, la procedura consueta stabilita dal corteggiamento, regole che sul piano sociale vengono confermate e chiarite dalle disposizioni del Diritto.

### Restrizioni e proibizioni
La legge della città macedone di Berea e risalente alla metà del II secolo a.C. fa un elenco di coloro ai quali era proibito l'ingresso al ginnasio con l'intenzione di ammirare i ragazzi: schiavi, liberti e loro figli, i deboli o gracili di costituzione, i prostituti di professione, i commercianti, gli ubriachi e i pazzi. Allo stesso modo della legislazione ateniese tradizionalmente attribuita a Solone, s'intendono impedire quelle relazioni che, a causa dell'amante indegno, avrebbero reso la pederastia volgare e diseducativa.
A tutti gli altri, uomini maturi e onorati, ciò veniva invece regolarmente concesso: in Liside Socrate con due amici e accompagnato da uno stuolo di fanciulli si dirige alla palestra local più vicina per potervi passar la giornata in chiacchiere. Il filosofo chiede all'amico chi sia il bel-kalos ragazzo che suscita il suo interesse, la risposta è che ognuno ha il suo preferito, ma il proprio si chiama Liside per il quale ha perduto oramai il senno, passando tutto il tempo che ha a disposizione ad ammirarlo mentre si esercita in palestra (203 a-205 a).

## Legge
Un certo numero di codici affronta la questione della legittimità delle relazioni sentimentali tra uomini e adolescenti: nessun altro oltre ai cittadini liberi poteva impegnarsi in un rapporto pederastico con un ragazzo dallo status di cittadino libero (cioè non schiavo, di "buona famiglia"). Una legge afferma chiaramente che "ad uno schiavo è proibito d'essere l'amante di un ragazzo, la pena è costituita da 50 colpi di frusta sulla pubblica piazza"; allo stesso modo era vietato agli schiavi d'introdursi più o meno furtivamente all'interno delle palestre: entrambe le disposizioni sono state tradizionalmente attribuite all'epoca soloniana, quando il celebre legislatore Solone intraprese la sua opera di riforma. Era inoltre anche proibita la prostituzione che coinvolgesse i ragazzi liberi (vedi Prostituzione nell'antica Grecia).
Il ragazzo che avesse venduto i propri favori, prostituendosi così al modo di un'etera (hetaireesis), rischiava una volta raggiunta l'età adulta di perdere la maggior parte dei propri diritti di cittadino: il caso viene sviscerato dall'opera oratoria Contro Timarco in cui Eschine accusa l'avversario d'essersi prostituito durante la giovinezza ed aver quindi perduto di fatto tutti i diritti civili di cittadinanza.
L'Hubris, lo stupro, era ugualmente illegale e punito di conseguenza, non solo se commesso contro un ragazzo libero, ma anche su uno schiavo.
Per evitare agli insegnanti di approfittare della loro carica per sedurre i giovani a loro affidati fu approvata una legge apposita che vietava l'apertura delle scuole prima dell'alba e ne imponeva la chiusura non oltre il tramonto.

## Riferimenti culturali
)

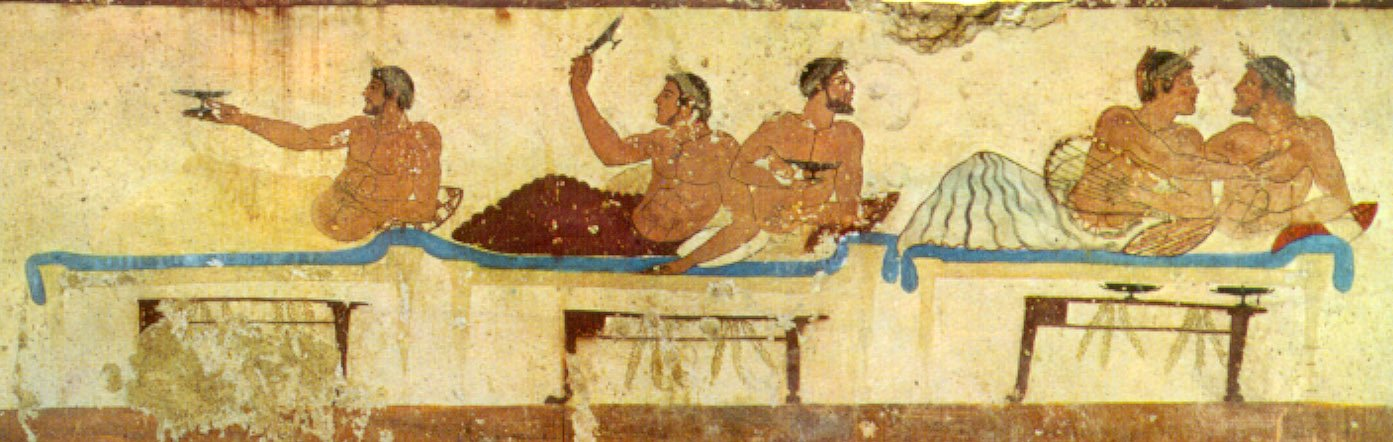
Coppie maschili in un simposio (dalla tomba del tuffatore di Paestum

In un discorso funebre a lui attribuito da Tucidide, Pericle esorta gli ateniesi a diventare gli erastès della città, comportandosi verso di essa come fidanzati (erastai), senza alcun calcolo, ed amandola quindi più della propria stessa vita.

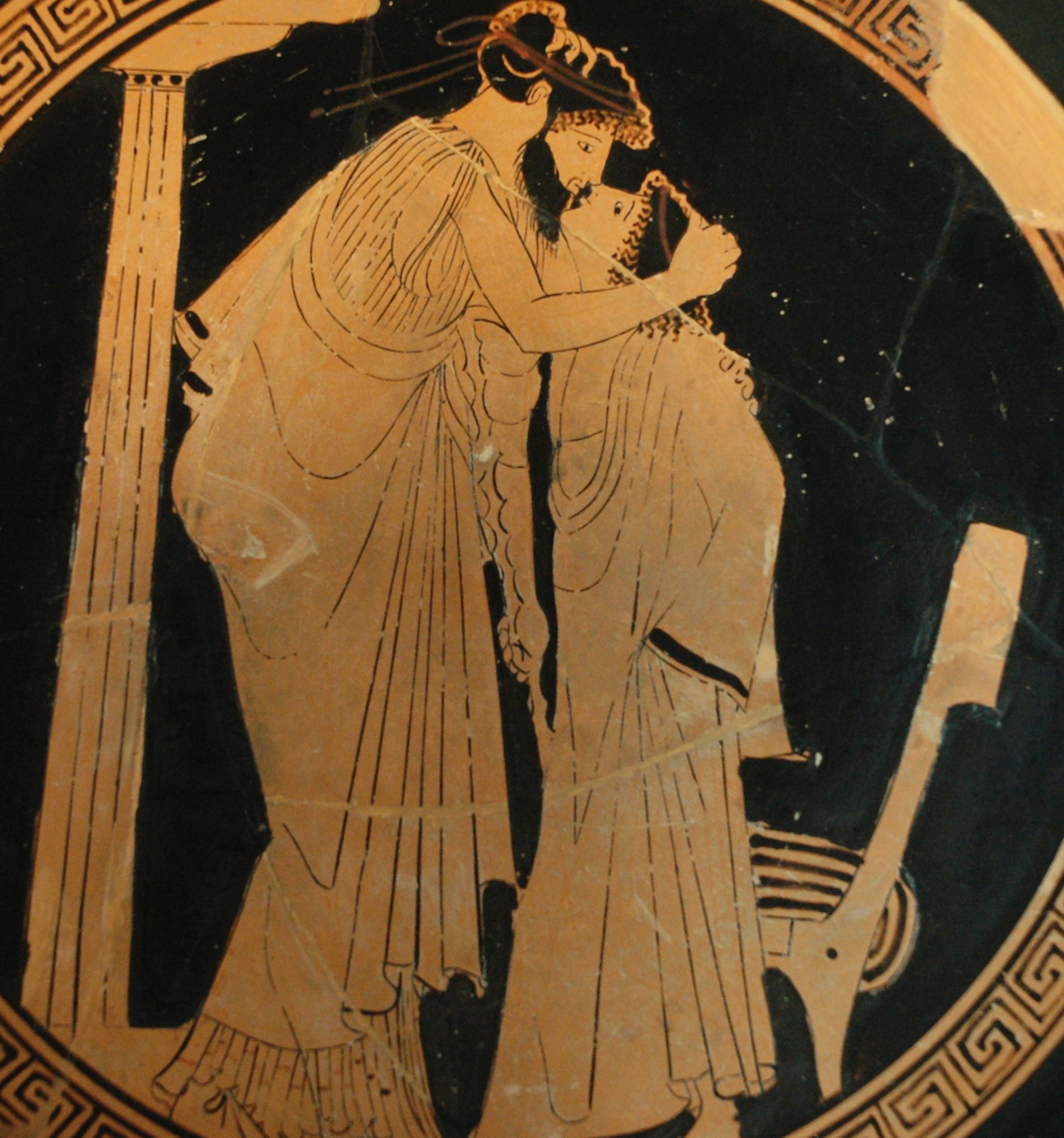
Bacio tra un uomo con la barba-l'erastès ed un ragazzo appena adolescente-l'eromenos (480 ca.), conservato al museo del Louvre.